# Хвощи (Износковский район)
Хвощи — деревня на юге Износковского района Калужской области, центр сельского поселения «Деревня Хвощи».
В деревне имеется средняя общеобразовательная школа, а также отделение почты.

## Физико-географическое положение
Расположена на возвышенной местности. Через деревню протекает небольшая речка Сохна, которая делит деревню пополам и впадает в Угру. Высота центра над уровнем моря 185 м.

## История

### XX век
В 1933 году был образован колхоз «Совет Труда и Обороны», в который входила деревня Хвощи. В 1952 году колхоз был переименован в колхоз имени Хрущёва, с двумя отделения: Извольское и Агарышевское, директор  — Усачев Семён Николаевич.  
12 ноября 1954 г. образовался совхоз «Агарышевский», где работало 1370 рабочих и служащих, директор — Василий Петрович Купцов, далее Иван Васильевич Силяков. В 1954 году в Хвощи перевели библиотеку из деревни Пенязи. 
В 1960 г. директором стал Александр Фёдорович Хрипков, началось строительство новых ферм в деревнях Большее Семёновское, Мочалки, Хвощи, Извольск, Агарыши. В Извольске и Хвощах началось строительство птицефабрик. До 1968 года были построены двухэтажные жилые дома, клуб, детский сад, отделение связи, торговый центр, гостиница и медпункт. 
В 1965—1968 годах был построен большой животноводческий комплекс.
В 1984 году на въезде в село были построены библиотеки и Дом культуры на 300 мест.
В 1999 г. совхоз «Агарышевский» был преобразован в кооператив «Хвощи».

## Население
| 2002 | 2010 |
| ---- | ---- |
| 418  | ↘388 |